# Stephanie Brown Trafton
Stephanie Brown Trafton, född den 1 december 1979 i San Luis Obispo i Kalifornien, är en amerikansk friidrottare som tävlar i diskus.
Brown Trafton deltog vid Olympiska sommarspelen 2004 i Aten men där tog hon sig inte vidare till finalomgången. Säsongen 2008 inledde hon med att kasta ett personligt rekord med 66,17. Hon deltog även vid Olympiska sommarspelen 2008 i Peking, där hon vann USA:s första guld i diskus sedan Lillian Copeland vann i Los Angeles 1932.